# Plasmeniletanolammina
La plasmeniletanolammina (detto anche plasmalogeno di etanolammina) è un glicerofosfolipide costituito da un glicerolo che presenta sul carbonio 3 un gruppo fosfato legato in modo etereo con un'etanolammina e sul carbonio 1 un legame vinil-etereo con un alcol vinilico.
È presente in particolare nella mielina e, in quantità minori, nel muscolo cardiaco.